# Santa María (vulcano)
Santa María (3.772 m s.l.m.) è un stratovulcano attivo, sito negli altopiani occidentali del Guatemala, vicino alla città di Quetzaltenango.

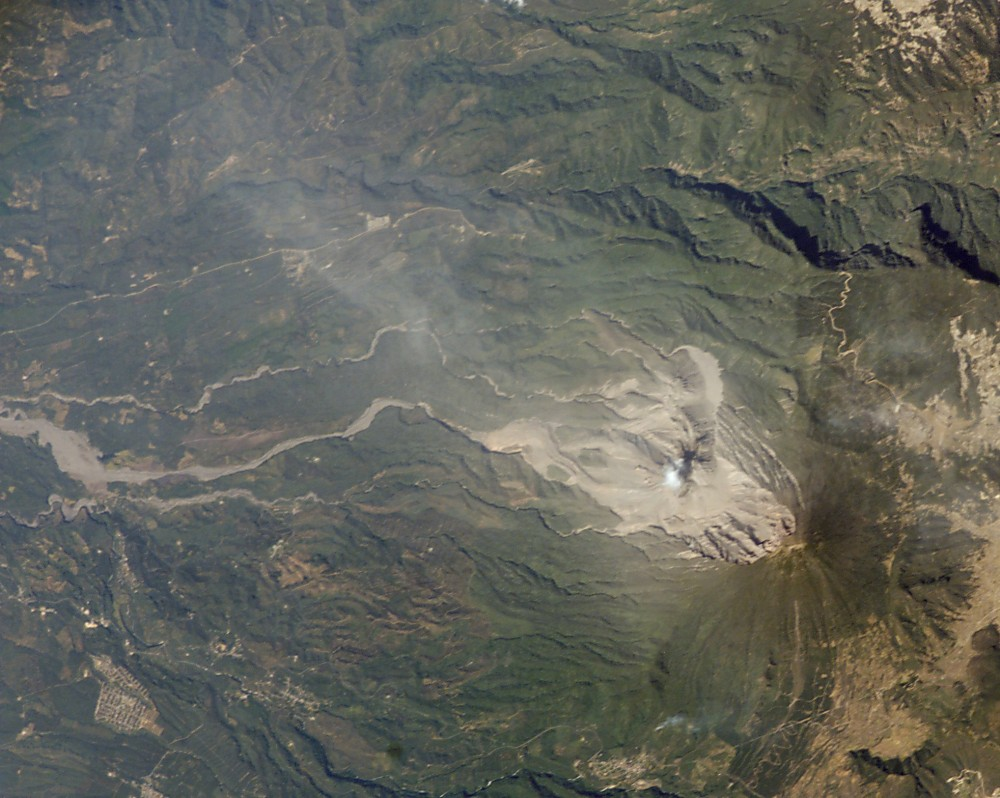
Il Santa María dallo spazio.

Fa parte dell'Arco vulcanico dell'America centrale.